# Luntza

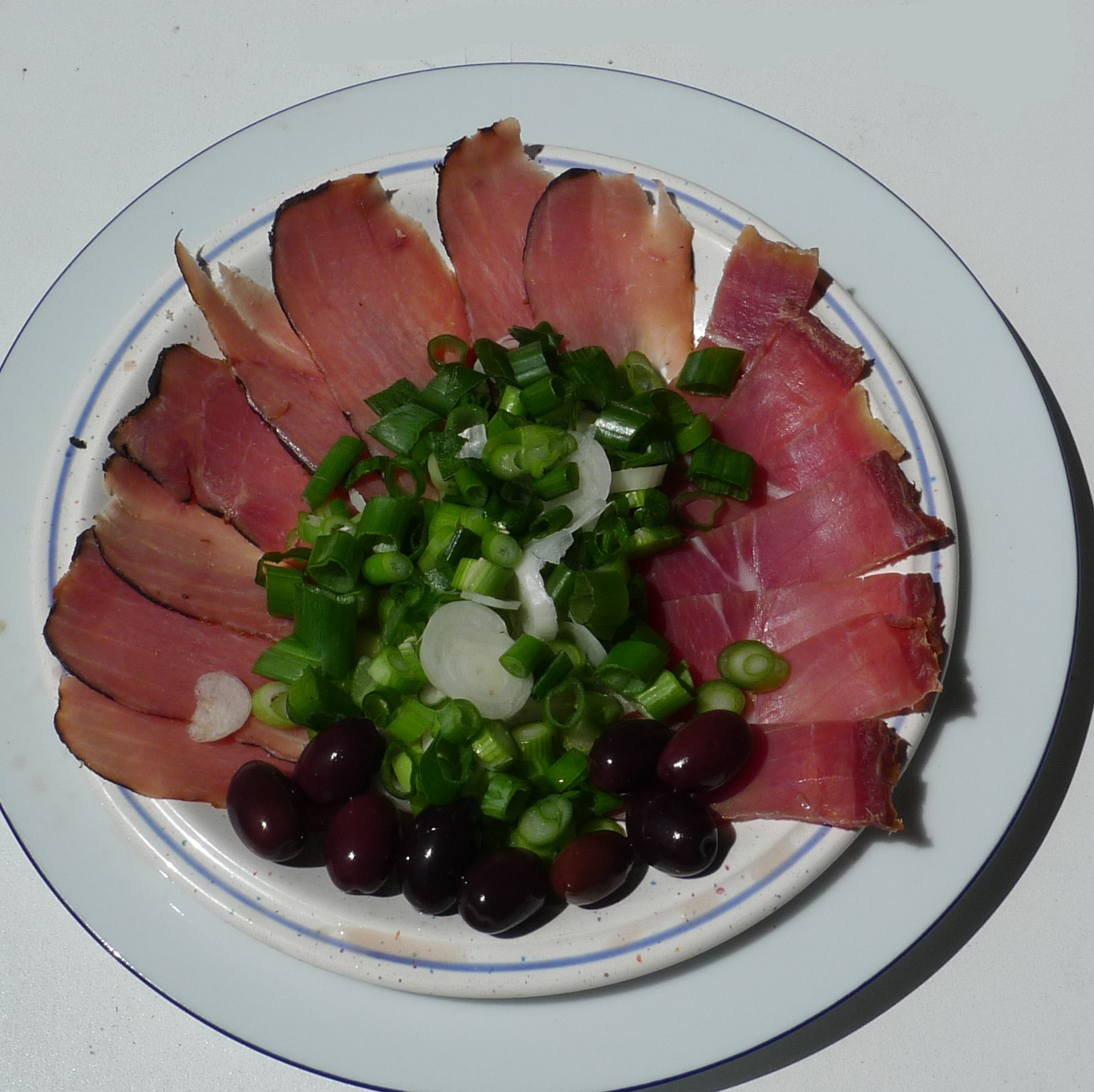
Mezes mit aufgeschnittener Luntza (links)

Lountza oder Luntza (griechisch Λούντζα) ist eine zypriotische Fleischspezialität. Neben dem Chiromeri und der aus Ziegenfleisch hergestellten Tsamaréla gehört die Lountza zu den bekanntesten zypriotischen Fleischdelikatessen, die zunehmend auch in den internationalen Handel gelangt. Vor allem in Großbritannien ist Lountza unter Feinschmeckern relativ bekannt und beliebt. Auf Zypern gehört Lountza zu den Mezedes (μεζέδες), den typischen zypriotischen Hauptspeisen, die aus einer Vielfalt landesüblicher kalter und warmer Gerichte bestehen, sowie zu unterschiedlichen Zwischengerichten. 
Erzeugt wird die Lountza aus dem ausgelösten Rippenstück (Karree) des Schweins, für die besten Qualitäten wird das Filet (österr. Lungenbraten) verwendet. Die Fleischstücke werden sehr sorgfältig von Fetträndern befreit und zurechtgeschnitten, sodass sie eine länglich rechteckige Form erhalten. Die gut gesalzenen Rippstücke werden danach für mindestens zwei Wochen in eine mit Lorbeerblättern versetzte Rotweinmarinade gelegt, anschließend gepresst und in einer Gewürzmischung aus Pfeffer, Kreuzkümmel und Koriander gewälzt und zum Trocknen aufgehängt. Der Trocknungsprozess dauert mehrere Monate. Neben der nur luftgetrockneten wird auch eine geräucherte und luftgetrocknete Lountza angeboten.
Lountza wird in relativ dicken Scheiben serviert. Sie ist von hellroter Farbe, der Kern ist hellrosa. Sie ist mäßig salzig, zart und sehr aromatisch. Sie wird vor allem kalt gegessen, kommt aber auch gebraten oder gegrillt auf den Tisch.